# Punta Ghigo
La Punta Ghigo è una montagna delle Alpi Marittime alta 2.800 m s.l.m.. Fa parte della Catena delle Guide.

## Descrizione
Il nome deriva dalla guida Andrea Ghigo, il primo che la salì insieme a Victor de Cessole e Jean Plant, cordata vincente che conquistò anche il Corno Stella.
È collocata tra il Corno Stella, separata dalla Forcella del Corno Stella, e la Punta Innominata.
A sud si trova il Vallone dell'Argentera, mentre a Nord il Vallone di Lourousa.

## Alpinismo
La prima salita venne effettuata dal versante Nord da Victor de Cessole con la guida Andrea Ghigo il 20 agosto 1903. L'itinerario è ritenuto poco interessante ed è stato abbandonato.
La via più famosa è la Via Ellena sulla parete Sud, recentemente spittata e con difficoltà alpinistiche contenute.

## Rifugi
- Rifugio Bozano, Vallone dell'Argentera, 2.453 m;
- Bivacco Varrone, Vallone di Lourousa, 2.090 m;